# Sistema de honores británico
El sistema de honores británico es un medio de recompensar valentía individual, logros, o servicio para con el Reino Unido. El sistema consiste en tres tipos de concesiones: honores, condecoraciones y medallas:
- Honores, usados para reconocer méritos en términos de condecoración y servicio;
- Condecoraciones, que tienden a ser usadas para reconocer hechos específicos;
- Medallas, usadas para reconocer valentía, largo o valioso servicio o buena conducta.

## Actuales Órdenes de Caballería
El actual sistema está hecho de diez órdenes de caballería. Los estatutos de cada orden especifican asuntos del tamaño de la orden, el uso de letras postnominales y diseño y exposición de insignias.
| Nombre completo                                                                                                   | Establecida             | Fundador                 | Lema                                                                              | Premios asociados                                 |
| --- | ----------------------- | ------------------------ | --------------------------------------------------------------------------------- | ------------------------------------------------- |
| La Nobilísima Orden de la Jarretera The Most Noble Order of the Garter                                            | 1348                    | Rey Eduardo III          | Honi soit qui mal y pense («Vergüenza de aquél que de esto piense mal»)           | Ninguno                                           |
| La Antiquísima y Nobilísima Orden del Cardo The Most Ancient and Most Noble Order of the Thistle                  | 1687                    | Rey Jacobo II            | Nemo me impune lacessit («Nadie me ofende impunemente»)                           | Ninguno                                           |
| La Honorabilísima Orden del Baño The Most Honourable Order of the Bath                                            | 18 de mayo de 1725      | Rey Jorge I              | Tria iuncta in uno («Tres unidos en uno»)                                         | Ninguno                                           |
| La Distinguidísima Orden de San Miguel y San Jorge The Most Distinguished Order of Saint Michael and Saint George | 28 de abril de 1818     | Jorge, príncipe de Gales | Auspicium melioris ævi («Señal de un tiempo mejor»)                               | Ninguno                                           |
| La Orden de Servicios Distinguidos The Distinguished Service Order                                                | 6 de septiembre de 1886 | Reina Victoria           | Ninguno                                                                           | Ninguno                                           |
| La Real Orden Victoriana The Royal Victorian Order                                                                | 21 de abril de 1896     | Reina Victoria           | Victoria                                                                          | La Real Medalla Victoriana Real Cadena Victoriana |
| La Orden del Mérito The Order of Merit                                                                            | 1902                    | Rey Eduardo VII          | For merit («Al mérito»)                                                           | Ninguno                                           |
| La Orden de Servicio Imperial The Imperial Service Order                                                          | Agosto de 1902          | Rey Eduardo VII          | For faithful service («Al servicio fiel»)                                         | Medalla de Servicio Imperial                      |
| La Excelentísima Orden del Imperio británico The Most Excellent Order of the British Empire                       | 4 de junio de 1917      | Rey Jorge V              | For God and the Empire («Por Dios y el Imperio»)                                  | Medalla del Imperio británico                     |
| La Orden de los Compañeros de Honor The Order of the Companions of Honour                                         | Junio de 1917           | Rey Jorge V              | In action faithful and in honour clear («Fiel en la acción y limpio en el honor») | Ninguno                                           |
| La Venerabilísima Orden de San Juan The Most Venerable Order of St John                                           | 1888                    | Reina Victoria           | Pro fide pro utilitate hominum («Por la Fe y en servicio a la Humanidad»)         | Service Medal of St John                          |